# متروی اراک
اولین زمزمه های احداث یک قطار شهری در اراک در سال ۱۳۹۱ توسط معاون وقت عمرانی استانداری مرکزی زده شد. پس از آن پایگاه های خبری شهر اراک به پوشش خبری این موضوع پرداختند. سازمان برنامه و بودجه در سال در نامه‌ای به رییس جمهور حسن روحانی خواهان لغو احداث متروی اراک شد که این کار در دی ماه ۱۳۹۵ با اعتراض شدید اعضای شورای اسلامی شهر اراک رو به رو شد. در همان سال‌ها معاون وقت عمرانی استانداری مرکزی از تغییر ماهیت پروژه متروی اراک به قطار حومه‌ای خبر داد و گفت: مطالعات اجرایی پروژه متروی اراک – مهاجران تکمیل شده اما به دلیل مشارکت کمرنگ بخش خصوصی ایجاد متروی بین‌شهری به پروژه قطار حومه‌ای تبدیل شد. وی اظهار کرد اعتبار مورد نیاز برای ایجاد تأسیسات ریلی بین اراک و شهر جدید مهاجران حداقل ۷۲۰ میلیارد ریال در طول مسیری ۳۰ کیلومتری است.
همچنین نماینده مردم اراک، کمیجان و خنداب در مجلس در مهرماه ۱۳۹۷ گفت: «اگر شهرداری اراک مطالعات لازم را در خصوص مترو انجام دهد، می‌توانیم طرح متروی اراک را در مجلس پیگیری کنیم».
در فروردین ماه ۱۳۹۷ به نقل از باشگاه خبرنگاران جوان، مدیرکل دفتر فنی استانداری مرکزی از احداث قطار حومه‌ای اراک که بخشی از پروژه قطار شهری اراک از مهاجران تا امیرکبیر به طول تقریبی ۸۵ کیلومتر است خبر داد و گفت: طرح قطار حومه‌ای اراک به شهر جدید مهاجران از سال ۱۳۹۰ مطرح شده که عملیات جانمایی ریل‌گذاری آن انجام و پیش‌بینی می‌شود عملیات ساخت آن از نیمه دوم امسال آغاز شود.
نوازنی اعتبار راه اندازی قطار حومه‌ای اراک -مهاجران را حدود ۲۷۰ میلیارد ریال دانست و افزود همه این اعتبار از محل استانی تأمین می‌شود. در حال حاضر احداث قطار شهری اراک-شهر جدید امیرکبیر در مرحله مطالعات به‌سر می‌برد.